# 스탠리 웡 (경제학자)
스탠리 웡(영어: Stanley Wong, 1947년 6월 23일 ~ 2016년 4월 30일)은 캐나다의 고전파 경제학자이다.
홍콩 태생인 그는 사이먼 프레이저 대학교를 졸업했고 케임브리지 대학교에서 학위를 받았다. 오타와의 칼턴 대학교의 경제학부에서 10년을 보냈고 토론토 대학교에서 변호사 과정을 수료했다. 경제학자로선 1973년 American Economic Review에 논문 <F-나선과 폴 새뮤얼슨의 방법론>을 통해 고전파 경제학자로서의 면모를 드러냈다. 케임브리지 대학교에서 라우틀리지 & 케갠 파울 출판사를 통해 《폴 새뮤얼슨의 현시선호 이론》이란 책을 냄으로써 박사 학위를 땄다. 2016년 68세의 나이로 폐암으로 사망했다.